# SaiPa
Le Saimaan Pallo (SaiPa) est un club de hockey sur glace finlandais évoluant au sein de la SM-liiga. Fondé en 1948, le club a produit quelques joueurs ayant joué ou jouant dans la LNH, soit Antti Aalto, Jussi Markkanen, Petteri Nokelainen, Petri Skriko et Vesa Viitakoski. Markkanen est également en partie propriétaire du club.

## Numéros retirés
- 3 Lalli Partinen
- 9 Petri Skriko
- 20 Heikki Mälkiä